# 五彩百鹿尊
五彩百鹿圖尊為明代萬曆年間，以五彩技法燒製的官窯陶器。現藏於國立故宮博物院中。

## 形制
萬曆年間製成，高34.6cm，口徑20cm，底徑16.3cm。
由明末流行的五彩技法所繪製而成的，整件器物的頸短、肩寬，腹部碩而往下收，
器頸的部分，由有一條桃枝、紅花、綠葉不斷相間隔，上下各有兩條青紋。
器身的部分，最上面是一條青花雲紋，下有漂帶紋，主題背景以岩石、樹木、草、雲紋相間，中間穿插無數隻黃、紅、綠、藍、白等各色鹿隻跳躍、回首、奔跑於樹叢中。
最底部則有土紅與綠交錯的岩石為基底。
罐底凹陷處，有標楷體書寫的「大明萬曆年製」之字樣。

## 青花五彩
五彩技法中，有以透明釉上色的釉上五彩；以及釉下青花和釉上色彩畫的青花五彩。
青花五彩比較複雜，是以透明釉下會先有鈷藍料繪製，再畫上透明釉燒，之後在塗上鈷料低溫燒製。
明代宣德年間開始流行五彩技法，後再嘉靖萬曆年間達到燒製高峰。
此件作品即為先以透明釉高溫燒製，而後以含銅、鐵、錳等化學成分的著色劑之釉料繪於白瓷上，二度低溫燒製的成品。

## 對照

### 清乾隆洋彩雙耳百鹿尊
此件器型仿造青銅器，高44cm，口徑15.7cm，底徑24.2cm。較五彩百鹿尊大件。同樣收藏於國立故宮博物院。

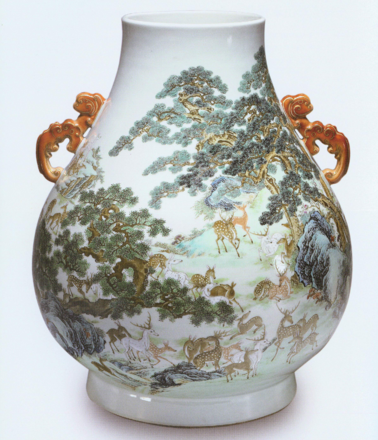
清乾隆洋彩雙耳百鹿尊

有雙紅地描黃的螭形耳作為把手，器壁外，先有遠景山嶽，再來是中景松柏翠綠交織。近景有群石，而紅、黃、藍、綠、黑、白各色活靈活現的鹿隻在之中群移著。此物件有取「松柏長青、壽祿久長」的吉祥意義在。
尊底部有「大清乾隆年製」的篆體官樣。

### 技法比較
跟五彩百鹿尊相比，雙耳百鹿尊由於出自洋彩技法，能有疊色、渲染的細膩展現，繪製上更展現出細緻寫實。五彩百鹿尊的繪製上，則僅能有粗略色塊的勾勒。但，兩者各有風格，跟雙耳百鹿尊的細緻不同，正因僅能以色塊與簡單筆畫繪製，五彩百鹿尊的鹿群，呈現出粗獷而動靈的神韻。